# Dukat (Gadžin Han)
Pour les articles homonymes, voir Dukat.
Dukat (en serbe cyrillique : Дукат) est un village de Serbie situé dans la municipalité de Gadžin Han, district de Nišava. Au recensement de 2011, il comptait 197 habitants.

## Démographie
| 1948 | 1953 | 1961 | 1971 | 1981 | 1991 | 2002 | 2011 |
| ---- | ---- | ---- | ---- | ---- | ---- | ---- | ---- |
| 545  | 574  | 560  | 461  | 394  | 301  | 265  | 197  |

|  |